# Pierre Jacques François Carpentier
Pour les articles homonymes, voir Carpentier.
Pierre Jacques François Carpentier est un homme politique français né le 27 juin 1759 à Orville (Orne) et mort le 21 mai 1843 à Louviers (Eure).

## Biographie
Procureur impérial à Louviers, il est député de l'Eure en 1815, pendant les Cent-Jours.

## Sources
- « Pierre Jacques François Carpentier », dans Adolphe Robert et Gaston Cougny, Dictionnaire des parlementaires français, Edgar Bourloton, 1889-1891 [détail de l’édition]